# Project 25
Project 25 (P25) ou APCO-25 désigne un ensemble de normes de télécommunications pour les radio numériques en usage parmi les personnels de sécurité en Amérique du Nord, que ce soit des policiers ou des pompiers. Utilisé aux niveaux fédéral, provincial (au Canada), de l'État (aux États-Unis) et municipal, il permet aux personnels de communiquer avec tout professionnel dans le cas d'urgence ou d'une demande d'aide. Il ressemble beaucoup au système européen TETRA.

## Histoire
En août 2011, des chercheurs américains ont démontré que P25 est relativement facile à bloquer et que plusieurs échanges entre les forces de l'ordre aux États-Unis ne sont pas cryptés sur une base régulière.